# Kanton Cañar
Der Kanton Cañar befindet sich in der Provinz Cañar südzentral in Ecuador. Er besitzt eine Fläche von 1798 km². Im Jahr 2020 lag die Einwohnerzahl schätzungsweise bei 68.750. Verwaltungssitz des Kantons ist die Kleinstadt Cañar mit 13.400 Einwohnern (Stand 2010). Der Kanton Cañar wurde im Jahr 1824 eingerichtet.

## Lage
Der Kanton Cañar erstreckt sich über den zentralen Teil der Provinz Cañar. Das Gebiet liegt in den Anden. Das Areal wird größtenteils über den Río Cañar nach Westen entwässert. Der Hauptort Cañar liegt an der Fernstraße E35 (Azogues–Riobamba) bzw. E40 (Azogues–Guayaquil).
Der Kanton Cañar grenzt im Osten an den Kanton Azogues, im Süden an die Kantone Biblián und Cuenca, letzterer in der Provinz Azuay, im äußersten Westen an den Kanton Naranjal der Provinz Guayas, im 
Nordwesten an die Kantone La Troncal und El Triunfo, letzterer in der Provinz Guayas, sowie im Norden an die Provinz Chimborazo mit den Kantonen Cumandá, Alausí und Chunchi. Die Kantone El Tambo und Suscal bilden Enklaven.

## Verwaltungsgliederung
Der Kanton Cañar ist in die Parroquia urbana („städtisches Kirchspiel“)
- Cañar

und in die Parroquias rurales („ländliches Kirchspiel“)
- Chontamarca
- Chorocopte
- Ducur
- General Morales
- Gualleturo
- Honorato Vásquez
- Ingapirca – mit der Inka-Fundstätte Ingapirca
- Juncal
- San Antonio
- Ventura
- Zhud

gegliedert.

## Ökologie
Der Nordosten des Kantons liegt innerhalb des Nationalparks Sangay.